# Travanjski rat
Travanjski rat (ili Direktiva br. 25, ponegdje Aprilski rat) u vojnoj povijesti naziv je za rat vođen između 6. i 17. travnja 1941. između Sila Osovine (Njemačka, Italija, Mađarska i Bugarska) i Kraljevine Jugoslavije. Odluku o napadu na Jugoslaviju donio je Adolf Hitler 27. ožujka, nakon državnog udara u Beogradu koji je Sile Osovine uvjerio da se ne mogu osloniti da Jugoslaviju neće u suradnji s Ujedinjenim Kraljevstvom ugroziti vojnu poziciju Njemačke i Italije: vojni udar u Beogradu se zbio baš u vrijeme kada se 58 000 britanskih, australskih i novozelandskih vojnika iskrcavao na kopneno području Grčke, nakon što su već uspostavili snažno uporište na grčkom otoku Kreti. 
Sile Osovine su bez poteškoća porazile, okupirale i razdijelile Kraljevinu Jugoslaviju, ali neki autori iznose da je tajno pripremani napad Trećeg Reicha na SSSR (koji, vrijedi opaziti, nije ni riječju protestirao zbog njemačkog napada na Jugoslaviju; uostalom su 10 mjeseci ranije sovjetske snage uz njemačku podršku okupirale Moldaviju, tj. dio Jugoslaviji susjedne Rumunjske) - Operacija Barbarossa - bio odgođen za nekoliko tjedana; posljedično su njemačke snage zauzele do početka oštre ruske zime 1941. godine nešto manji teritorij, nego što bi bile u stanju bez napada na Jugoslaviju. Pri tome, valja imati u vidu da su radi onemogućavanja uspostave britanskog fronta na području Grčke bile njemačke snage već upućene u Grčku, sa zadatkom invazije na tu zemlju koja se odranije branila od napada Italije: osobito snažni njemački oklopni prodor - snagama dovedenih za sukob s Britancima - na prostor Makedonije će već prvog dana posve poremetiti jugoslavenski ratni plan i zapravo odlučiti rat. Glavnu prijetnju Nijemcima na području Jugoistočne Europe nije predstavljala tehnološki zastarjela vojska nesložne jugoslavenske države – nego vojne snage Britanskog Carstva: samo u Bitci za Kretu (20. svibnja – 1. lipnja 1941.) će Nijemci imati oko 6.000 mrtvih – oko 40 puta više nego u Travanjskom ratu s Jugoslavijom. 
Brz poraz u ratu je bio posljedica slabosti Kraljevine Jugoslavije, koja je njenim stanovnicima - pa i vojnim obveznicima - bila jasna: njemačkoj vojnoj sili koja je već pregazila pola Europe nije Jugoslavenska vojska sama za sebe mogla predstavljati ozbiljnog neprijatelja. Uz to, 22 godine stara država u kojoj su vlade padale više nego jednom godišnje, a vodstvo se uvelike oslanjalo na četnike i orjunaše, nije uspjela pridobiti vjernost velikog dijela svojega stanovništva. U 108. pješačkom puku na području Bjelovara zapovjednici su metke podijelili samo Srbima, a hrvatski vojnici su se potom pobunili čim su 8. travnja bili meci podijeljeni i njima, radi pripreme za borbu s Nijemcima koji su nedaleko bili prešli granicu; ta je vojna pobuna poslije postala poznata kao Bjelovarski ustanak. I inače su se vojnici i vojni zapovjednici koji nisu bili Srbi pokazali slabo spremnima da ratuju u redovima zastarjele vojske koja je odlučila mobilizirati preko milijun vojnih obveznika, od kojih čak trećina nije mogla dobiti niti uniforme.
Nakon državnog udara je na čelu jugoslavenske vlade i istodobno na čelu generalštaba bio general Dušan Simović, glavni tvorac plana prema kojima su se jugoslavenske vojne snage trebale angažirati u prihvaćanju udara neprijatelja na svim frontovima, te po mogućnosti potisnuti talijanske snage u Albaniji, kako bi se omogućilo organizirano povlačenje glavnih postrojbi vojske u Makedoniju i Grčku, radi formiranja "novog Solunskog fronta" u suradnji s grčkim i britanskim vojnim snagama. Zastarjela i demoralizirana Jugoslavenska vojska se nije pokazala dorasla takvoj zadaći, kada se našla izložena udarima superiornih njemačkih snaga (koje su se i prije puča u Beogradu počele koncentrirati u Bugarskoj radi planiranog sukoba s Britancima koji su se iskrcavali u Grčkoj, v. Operacija Marita) koje je glavni udar usmjerila baš prema Makedoniji: već 7. travnja su njemačke snage zauzele komunikacije u dolini Vardara, presjekavši jugoslavenskoj vojsci planirani put odstupanja. Njemačke snage su narednih dana nastavile istodobno nadirati sa zapada i iz Bugarske; postigavši brzu i potpunu pobjedu uz vrlo ograničene njemačke gubitke. Jugoslavenske snage su uspjele s određenim ofenzivnim akcijama protiv talijanskih snaga u Albaniji, ali zahvaljujući njemačkom zauzimanju prostora Makedonije, Kosova i juga Srbije, nije taj ograničeni uspjeh jugoslavenskih snaga bitno promijenio tijek rata. 10. travnja je veliki dio jugoslavenskih snaga prestao pružati otpor, a 11. je počelo opće rasulo jugoslavenske vojske. Narednih dana ima tek sporadičnih borbi, kako invazijske snage zaposjedaju teritorij Kraljevine Jugoslavije, koja je u cijelosti u stanju raspada.

## Strateški razlozi i planovi
Jugoslavensko vojno vodstvo je procjenjivalo da nije u stanju obraniti područje svoje države od moguće invazije Sila osovine, te je s Britancima - koji su vojni puč i potaknuli pomoću tajne službe svojeg ministarstva vanjskih poslova "Political Warfare Executive" - dogovoreno da će Velika Britanija opskrbljivati jugoslavenske trupe koje se povuku u Makedoniju (po mogućnosti u onaj dio Makedonije koji je bio pod vlašću Jugoslavije) jednako kao britanske, i da će ih poduprijeti značajnim britanskim vojnim kontingentom koji se u "Operaciji Lustre" počeo iskrcavati u Grčkoj. U principu, na taj bi se način na europskom kontinentu otvorilo značajno ratište (nije se u to vrijeme još znalo, da će ubrzo uslijediti otvaranje bojišta između Njemačke i Sovjetskog Saveza), u kojemu bi se Velika Britanija mogla osloniti na značajna područja svojega imperija na Sredozemlju i Bliskom Istoku, te na podršku svoje superiorne flote. U tome se se britanski planeri oslanjali na iskustva iz I. svjetskog rata, gdje su bili Britanci uspostavili bojišta na Dardanelima (1915. – 1916.) i kod Soluna (1916. – 1918.). U ožujku 1941. god. su u Grčku počele stizati britanske snage, te je do sredine travnja 1941. god. ondje bilo iskrcano 58 000 britanskih, novozelandskih i australskih vojnika (u borbama u travnju i svibnju, imati će te snage 2500 mrtvih i 3400 ranjenih, a preko 25 000 vojnika iz njihovog sastava će biti zarobljeno).
Italija je, s druge strane, odranije imala planove za razbijanje Jugoslavije, kako bi uspostavom imperijalne vladavine na istočnoj obali Jadrana pretvorila to more u svoje unutrašnje vode. Vlada Kraljevine Italije je već u prosincu 1918. godine bila odobrila projekt obavještajnog djelovanja s ciljem razbijanja Jugoslavije, te je u tu svrhu bila kasnije na svojem teritoriju kasnije organizirala čak i vojnu obuku i naoružavanje ustaša.
Kraljevina Jugoslavija se za rat sa Silama Osovine pripremila na samom početku Drugog svjetskog rata, a Njemačka je iz korespondencije Jugoslavije s njenom saveznicom Francuskom - koju su zaplijenili nakon svoje pobjede nad Francuskom 1940. godine - znali da se Jugoslavija sprema frontalno braniti sve svoje granice, uz prodor u Albaniju pod talijanskom okupacijom i po mogućnosti prodor na teritorij Bugarske s planiranim povlačenjem prema Grčkoj radi otvaranja novog Solunskog fronta kakav je između Sila Osovine i Antante postojao u I. svjetskom ratu. Zbog ratne opasnosti je Jugoslavija vršila djelomične mobilizacije, te je od 1939. godine pod oružjem neprekidno bilo između 350 i 700 tisuća jugoslavenskih vojnika. Jugoslavenska vojska je bila zastarjelo naoružana, a koncept obrane neprilagođen suočavanju s vojnim snagama spremnima za izvođenje brzih prodora uz korištenje jakih oklopnih snaga, te su Sile osovine ocijenile da će invazijske snage od 860.000 vojnika biti sasvim dovoljne da je poraze. Glavni napad je trebao uslijediti iz Bugarske, gdje je Njemačka bila koncentrirala snage radi invazije na Grčku, koja se uspješno opirala talijanskim napadima i u koju su se počele iskrcavati značajne Britanske snage: umjesto na Grčku, njemačke postrojbe će najprije udariti na Kraljevinu Jugoslaviju.

## Politička situacija u Jugoistočnoj Europi do 1941.
Početak Drugog svjetskog rata zatekao je Jugoslaviju u teškom položaju. Vlada Milana Stojadinovića bila je prisiljena, zbog tijeka ratnih operacija, skoro cijelu jugoslavensku privredu podrediti potrebama svojih osovinskih susjeda. Objektivno su se raspale Mala Antanta i Balkanski savez, a izuzev Grčke koju je u listopadu 1940. god. napala Italija, sve članice tih probritanskih i profrancuskih saveza su se pretvarale u saveznike Njemačke. Ovoj politici ostala je dosljedna i vlada Dragiše Cvetkovića.
Poslije sloma Francuske, u lipnju 1940. u Njemačkom vrhovom zapovjedništvu (Oberkommando der Wehrmacht; OKW) počela je izrada plana za napad na Sovjetski Savez. Za realizaciju istoga, i da bi se mogle potpuno angažirati i na Istočnom i na Zapadnom bojištu, Njemačka i Italija poduzele su vojne i diplomatske akcije kako bi pod svoju kontrolu stavile sve države na jugoistoku Europe. U tom cilju njemačke postrojbe prebačene su 12. listopada 1940. u Rumunjsku, a 28. listopada Italija je započela Grčko-talijanski rat, čime je otpočelo strateško okruživanje Jugoslavije. 
Grčke snage su uspješno pokrenule ofenzivu protiv Talijana, a početkom studenoga 1940. iskrcale su se britanske snage na Kreti. U tim okolnostima Hitler donosi niz odluka kojima se trebalo raščisti stanje u tom području Europe. Mađarska je 20. studenoga 1940. pristupila Trojnom paktu, Rumunjska tri dana kasnije, a u siječnju 1941. njemačke postrojbe su praktično okupirale Rumunjsku. Bugarska prilazi Trojnom paktu 1. ožujka, a sutradan u ovu zemlju ulaze njemačke postrojbe. Ovime je završeno okruživanje Jugoslavije, čime je njezin međunarodni položaj postao krajnje delikatan. 
Velika Britanija je od Jugoslavije - kao svojeg čvrstog saveznika - očekivala potporu u ratu, osobito nakon što se zbog napada talijanskih trupa iz Albanije na Grčku rat krajem listopada 1941. god. proširio na tog preostalog britanskog saveznika. Najkasnije od jeseni 1940. godine je britanska tajna služba novčano opskrbljivala jugoslavenske generale i političare, koji su imali zadaću otežati opskrbu Njemačke naftom iz Rumunjske, koje je Dunavom prolazila preko Jugoslavije. Anthony Eden, tadašnji šef Službe za političko ratovanje britanske vlade (Political Warfare Executive), čija je zadaća bilo provođenje tajnih operacija u međunarodnoj politici, u zahuktalom Drugom svjetskom ratu), 24. ožujka 1941. godine poručuje britanskom veleposlaniku u Beogradu Ronaldu I. Cambellu, koji je nadzirao operacije britanske tajne službe SOE (Special Operations Executive):  »Vi ste ovlašteni sada da nastavite [ . . . ] svim sredstvima kojim raspolažete da pokrenete vođe i javno mišljenje da shvati stvarnost i da djeluje u skladu sa situacijom. Imate moje puno ovlaštenje za sve mjere koje smatrate ispravnima da pomognete promjenu vlade ili režima čak i državnim udarom.«

## Državni udar od 27. ožujka i događaji do 6. travnja
Početkom ožujka Hitler je ultimativno zatražio da Jugoslavija odmah pristupi Trojnom paktu. Uočivši spremnost vlade Dragiše Cvetkovića i kneza Pavla da potpišu Trojni pakt, KPJ pokreće svoje aktivnosti te vodi propagandu protiv ulaska Jugoslavije u Trojni pakt, a za pakt o uzajamnoj pomoći Jugoslavije sa SSSR-om. Na sjednici 20. ožujka 1941. pod predsjedanjem kneza Pavla, jugoslavenska vlada - Jugoslavija je inače bila odani saveznik Velike Britanije, ali se našla u nezavidnoj situaciji kako je Njemačka ostvarila čvrstu kontrolu nad pretežnim dijelom kopna Europe, pobijedivši u Bitci za Francusku u lipnju 1940. tog preostalog ključnog jugoslavenskog saveznika - odlučila pristupiti Trojnom paktu. Predsjednik vlade Dragiša Cvetković i ministar vanjskih poslova Aleksandar Cincar - Marković potpisali su u Beču 25. ožujka protokol o pristupanju Jugoslavije Trojnom paktu. 
Odmah nakon potpisivanja ugovora diljem Jugoslavije, od 24. ožujka u mnogim gradovima izbijaju masovne demonstracije, posebice u Srbiji, te su nemiri rasli iz dana u dan. U takvoj situaciji grupa prozapadno orijentiranih časnika koja je nastupala u dogovoru s Velikom Britanijom, oslanjajući se na nezadovoljstvo i bunt narodnih masa, noću s 26. na 27. ožujka izvršila je vojni puč protiv vlade Dragiše Cvetkovića, kralja Petra II. proglasila punoljetnim 8 i pol mjeseci prije nego što je navršio 18 godina, protjerala kneza Pavla i formirala vladu na čelu s generalom Dušanom Simovićem, dotadašnjim zapovjednikom zrakoplovstva. Državni udar je organiziran na poticaj britanske tajne službe "Special Operations Executive" (SOE) i britanske vojne obavještajne službe, koja je u njega uz čelništvo jugoslavenske vojne obavještajne službe i razne druge vojne časnike uključila i čelnika četničkog pokreta Iliju Trifunovića-Birčanina.
Poslije 27. ožujka Simovićeva vlada se nije odrekla članstva Jugoslavije u Trojnom paktu, što je unijelo dodatnu zabunu među narod i vojsku. Tek 30. ožujka, umjesto objave mobilizacije, naređeno je opće aktiviranje (tajna mobilizacija) oružanih snaga, s tim da je za prvi dan aktiviranja određen 3. travnja - dan prije nego što će Britanci u Operaciji Lustre početi iskrcavati svoje kopnene trupe na kopno Grčke (na otoku Kreti su se britanske trupe nalazile odranije), koja je već ratovala protiv njemačkog saveznika Italije.
Zbog slabe organizacije, aktivnosti pete kolone i sabotaža, mobilizacija i koncentracija postrojbi nije provedena uspješno. Komunistička partija je predlagala da se narodu podijeli oružje, ali je njihov zahtjev odbijen zbog straha od revolucije. Pregovori za postizanje sporazuma za savez s Grcima i Britancima, nisu još dali konkretnih rezultata. Pakt o nenapadanju i prijateljstvu sa SSSR, potpisan je u prvim satima 6. travnja, ali on nije imao nikakvog utjecaja na daljnji razvoj događaja. Vojska Kraljevine Jugoslavije, dugo vremena zapostavljana od vrhovnog državnog i vojnog rukovodstva, kako u pogledu materijalno-tehničke opreme i naoružanja, tako u pogledu stručne obuke i obrazovanja, ušla je u rat nepripremljena, s nerealnim ratnim planom.

## Stanje u jugoslavenskoj vojsci prije ratnih sukoba
Unutrašnje suprotnosti u Kraljevini Jugoslaviji odražavale su se neposredno i na opće stanje u njenoj vojsci. Jugoslovenska vojska nije bila spremna za obranu zemlje od takvog moćnog neprijatelja kakav je bila Njemačka.  
Za godinu i pol dana, koliko je proteklo od početka Drugog svjetskog rata stanje u jugoslavenskoj vojsci, kako materijalno i stručno tako i moralno, postalo je gore. Kolebljivost i kapitulantstvo državnog rukovodstva zahvatili su i vojne redove te su se odrazili na pripreme vojske za obranu zemlje. Jačanju i modernizaciji vojske nije posvećivana dovoljna pažnja. Nisu iskorištena iskustva iz katastrofe drugih zemalja. Ratni plan, kao i sistem mobilizacije, aktiviranja i strateško-operativnog razvoja postrojbi, nije bio dovoljno razrađen niti je odgovarao situaciji. Pozivanje obveznika na dvomjesečne vježbe i njihovo ponovno otpuštanje kućama tokom 1940. i zimi 1940./41., aktiviranje i deaktiviranje postrojba, negativno se odrazilo na obrambenu sposobnost zemlje. Oprema i naoružanje vojske bili su nedovoljni i zastarjeli. Vojni zavodi i industrija proizvodili su samo dio lakog oružja i streljiva, bombe i lakšu opremu. Kadrovsko brojno stanje nije bilo dovoljno za razvoj vojske poslije proglašenja mobilizacije, a obuka također nije odgovarala suvremenim potrebama. 
| Časnici             | 10.044  | 1565 (pričuva) |
| Dočasnici i vojnici | 122.480 | 122.480        |
| Ročnici             | 87.531  | 87.531         |
| Granične postrojbe  | 8195    | 8195           |
| Žandarmerija        | 18.583  | 18.583         |
| UKUPNO              | 250.000 | 250.000        |

U veljači 1941. u vojsci se nalazilo: 10 044 časnika i vojnih službenika iz kadra i 1565 iz pričuve, 122 480 vojnika i dočasnika i 87 531 obveznik, a u Graničnoj trupi 8195 časnika, vojnih službenika, dočasnika i vojnika, dok je u žandarmeriji bilo 18 583 ljudi; ukupno pod oružjem oko 250 000 ljudi. 
Do kraja ožujka brojno stanje se povećalo na oko 600 000 ljudi, ali bez stožera, komora i ustanova, tako da i pored ovog brojnog stanja nije bilo niti jedne divizije sposobne za borbu. Radovi na utvrđivanju počeli su 1937. na granici prema Italiji, a zatim su nastavljeni na granicama prema Njemačkoj, Mađarskoj i Albaniji, a od 1940. i prema Rumunjskoj te Bugarskoj. Od 1940. neka utvrđenja dobila su posade, one su organizirane u odrede i samostalne bojne, a neposredno pred rat od njih je formirano 16 posadnih pukovnija.  
Najmodernije naoružan i najbolje organiziran dio jugoslavenskih vojnih snaga je bilo Ratno zrakoplovstvo Kraljevine Jugoslavije, čiji su zapovjednici bili osobito probritanski raspoloženi, te su bili naredili tajnu mobilizaciju ljudstva već 12. ožujka 1941. godine, nakon čega su njegove postrojbe pravovremeno zauzele ratne položaje. Međutim su Sile osovine pripremile za napad na Jugoslaviju višestruko veći broj modernih zrakoplova.

## Planovi, položaj i zadatci njemačke, talijanske i ostalih vojski
Iznenađen i ogorčen državnim udarom u Jugoslaviji, Adolf Hitler je 27. ožujka odlučio uništiti Jugoslaviju kao državu i izdao naredbu da se koncentričnim napadom s prostora Rijeka — Graz na zapadu, te iz područja Sofije na istoku prodre u Jugoslaviju pravcem prema Beogradu, čime bi se uništila njezina vojska, Makedonija odsjekla od ostatka teritorija, jugoslavenske snage razdvojile od grčkih i britanskih te uspostavila veza s talijanskom vojskom u Albaniji. Tako spojene postrojbe produžile bi napredovanje protiv Grčke.
Zbog nepredviđenog angažiranja u ratu protiv Jugoslavije i Grčke (te Britanskih snaga koje su se bile iskrcale u Grčkoj), Njemačka je morala odgoditi planirani napad na Sovjetski Savez; doduše nisu do danas povjesničari posve sigurni je li na odgodu invazije s planiranog početka u svibnju tek na 22. lipnja 1941. god. ipak veći utjecaj imalo vlažno vrijeme uslijed kojega je na zapadu SSSR-a bilo produženo razdoblje teškog blata ("rasputica") koja otežava ili onemogućuje kretanje izuzev po dobrim putovima. Za operaciju protiv Jugoslavije (Direktiva br. 25) i Grčke (Operacija Marita), Njemačko vrhovno zapovjedništvo kopnene vojske (KoV) (Oberkommando des Heeres; OKH) odredilo je 30. ožujka, 12. i 2. Armiju te je pozvalo Mađarsku i Bugarsku da sudjeluju u napadu, nudeći im teritorijalne ustupke na račun Jugoslavije.

### Njemačka vojska

#### 12. armija
Dvanaesta armija feldmaršala Wilhelm List s 19 divizija (5 okl. d, 3 mot. d, 8 pd i 3 brdske), raspoređenih u JZ Bugarskoj i Rumunjskoj, imala je zadatak napasti istovremeno Jugoslaviju i Grčku, i to podijeljena na 4 grupe:
| Grupa | Sastav                                                                           | Pravac kretanja                                                                        |
| ----- | -------------------------------------------------------------------------------- | -------------------------------------------------------------------------------------- |
| I.    | 18. i 30. brdski korpus; ukupno 6 divizija i 1 pukovnija                         | Grčka, Trakija, pravac prema Solunu                                                    |
| II.   | 40. mot. korpus – 9. okl. d, 73. pd i 1. SS mot. d Leibstandarte SS Adolf Hitler | Ćustendil i Blagoevgrad preko Krive Palanke i Delčeva prema gradovima Skoplju i Velesu |
| III.  | 1. oklopna grupa – 14. mot. korpus s 11. i 5. okl. d, 4. brdskom i 294. pd       | Sofija preko Dimitrovgrada i Niša djelovanje prema Beogradu                            |
| IV.   | 741. mot. korpus – 2. SS mot. d Das Reich i 2 samostalne pukovnije               | Područje Temišvara napad prema Beogradu                                                |

U II. armijskom ešalonu bile su 46. pd i 60. mot. d.

#### 2. armija
Druga armija, generala Maximilian von Weichs, raspoređena na prostoru Klagenfurta — Velika Kaniža, jačine 11 divizija (2 okl. d, 1 mot. d, 6 pd. 1 brdska i 1 laka), imala je zadatak da s 46. motoriziranim korpusom (8. i 14. okl. d i 16. mot. d) forsira Muru i Dravu u pravcu Varaždina, Koprivnice i Virovitice, a potom s 14. okl. d prodire u pravcu Zagreba, a 8 okl. d i 16. mot. d između Drave i Save u pravcu Beograda, pomažući 1. okl. grupi i 41. korpusu da s 52. korpusom (125. pd i 101. laka d) nastupa pravcem Varaždin — Zagreb. 51. korpus (132. i 183. pd) imao je zadaću prodrijeti pravcem Maribor — Krapina — Zagreb — Banja Luka — Sarajevo, a 49. brdski korpus (1. brdska i 79. pd) pravcem Dravograd — Celje — Novo Mesto — Karlovac, pomažući talijanskoj 2. armiji. U pričuvi su se nalazile 169. i 197. pd u području Beča. 

### Njemačko zrakoplovstvo
Operacije 12. i 2. armije potpomogla je ojačana 4. zračna flota (Luftflotte 4), (8. korpus u Bugarskoj i Rumunjskoj i pojačanja iz 3. zračne flote u Austriji i zapadnoj Mađarskoj) te dijelovi 10. zračnog korpusa iz južne Italije s ukupno oko 1500 zrakoplova, i 11. zračno-desantni korpus (7. i 22. d.). 

### Talijanska vojska
Talijanska 2. armija, kojom je zapovijedao general Vittorio Ambrosio, jačine 14 divizija, raspoređena je prema talijansko-jugoslavenskoj granici, sa zadatkom da najprije, dok Nijemci ne prodru sa sjevera, veže na sebe jugoslavenske snage, a zatim da nastupa po grupama:
| Grupa             | Sastav                                            | Pravac kretanja |
| ----------------- | ------------------------------------------------- | --- |
| 3. alpska grupa   | 3. alpske bojne i 11. korpus – pd Re i Insonzo    | Prostor Tarvisio — Tolmin te Idrija — Postojna prema Ljubljani                                                                     |
| —                 | 6. korpus – pd Ravena, Sassari, Assietta i Friuli | Područje Postojna (isključivo) — Snježnik između Cerknice i Čabra prodor prema Brodu na Kupi                                       |
| —                 | 5. korpus – pd Lombardia i Bergamo                | Prostor Snježnik — Matulji djelovanje između Matulja i Brinjeve Drage kod Čabra, a zatim prodor prema Kraljevici i Mrzlim Vodicama |
| Zadarski garnizon | ojačana pukovnija                                 | Obrambene zadaće |

Pričuvu su u južnom dijelu Slovenskog primorje činili: motorizirani korpus Pasubio i Torino, oklopna divizija Littorio, te Brzi korpus (Corpo d'Armata Celere) (1., 2. i 3. brza divizija).
Dodatno je albansko-jugoslavenskom frontu prikupljeno 8 divizija 9. armije: 
| Korpus | Sastav                                                        | Prostor rasporeda |
| ------ | ------------------------------------------------------------- | ----------------- |
| XVII   | pd Messina, Marche, Puglie te okl. d Centauro                 | Skadar            |
| XIV    | alpska divizija Cuneense i pd Firenze te 2 konjičke pukovnije | Debar             |
| IV     | pd Arezzo i Pinerollo                                         | Struga            |

Na talijansko-grčkom bojištu i u Albaniji su imali su Talijani angažiranu još 12. armiju i preostali dio 9. armije, s ukupno 22 divizije. 

### Talijansko zrakoplovstvo
Operacije kopnenih snaga potpomagale su 2. i 4. zrakoplovna eskadra i zračne postrojbe u Albaniji, jačine do jedne zrakoplovne eskadre; ukupno oko 670 borbenih zrakoplova, od čega 365 za djelovanje protiv Jugoslavije. 

### Vojske ostalih zemalja koje su sudjelovale u operaciji
Mađari su, prema sporazumu s Nijemcima od 5. travnja, pripremili za zaposjedanje dijelova Jugoslavije 8 pješadijskih i 2 motorizirane brigade, što je odgovaralo snazi od oko 5 divizija. Rumunjska je zatvorila granicu prema Jugoslaviji, a Bugarska je osiguravala pozadinu njemačkoj 12. armiji. 

## Planovi, položaj i zadatci jugoslavenske vojske
Kraljevska jugoslavenska vojska vršila je pripreme za ratne operacije po planu R-40, koji je u veljači i početkom ožujka 1941. donekle izmijenjen dobivši naziv R-41. Izrađen je na ideji obrane svih granica, izuzev prema Albaniji, gdje je trebalo pokrenuti ofenzivu te u suradnji s Grcima pobijediti talijanske snage i osigurati povlačenje jugoslavenskih postrojbi na jug preko albanskog teritorija. Grad Zadar, još od Rapalskih ugovora pod talijanskom vlašću, trebao se zauzeti prepadom. Usporedno s tim, ako bi se neprijateljski pritisak pokazao prejakim, s drugih se bojišta trebalo vršiti postepeno povlačenje prema jugu, u Grčku, da bi se tamo ponovno organizirao novo Solunsko bojište s Grcima i Britanicma; u Grčku se u to vrijeme iskrcalo 75.000 britanskih vojnika.
Vrhovni zapovjednik vojske bio je 17- godišnji kralj Petar II. Karađorđević, a njegov zamjenik osamdesetogodišnji vojvoda Petar Bojović. Oni su bili samo formalni zapovjednici jer je stvarnu operativnu kontrolu imao predsjednik vlade, general Dušan Simović, koji je ujedno bio i načelnik Glavnog vrhovnog stožera.   

### Kopnena vojska

#### Treća grupa armija
Treća grupa armija, generala Milana Nedića, imala je zadatak djelovati na bojištu prema Albaniji i južnoj Bugarskoj. U njezinom su se sastavu nalazile:
| Armija             | Zapovjednik            | Sastav | Pravac kretanja/zadatak djelovanja |
| ------------------ | ---------------------- | --- | --- |
| Treća              | general Ilija Brašić   | Zetska, Hercegovačka, Kosovksa i Vardarska pd te Komski odred                                                                              | Tirana |
| 3. armijska oblast | general Jovan Naumović | Bregalnička, Moravska i Šumadijska pd te Strumički odred, 7. konjička pukovnija, 2 satnije tenkova i teško motorizirana topnička pukovnija | Obrana granice prema južnoj Bugarskoj od Dojranskog jezera do Krive Palanke radi stvaranja potrebnog vremena i prostora za uništenje otpora u Albaniji. Postorjbe su trebale omogućiti povlačenje glavnine jugoslavenskih snaga prema Solunu i kroz Albaniju prema Grčkoj |

Ibarska divizija oko Uroševca služila je kao pričuva 3. grupi armija.

#### Peta armija
Peta armija, generala Vladimira Cukavca, sastojala se od Vlasinskog i Kalnskog odreda, Topličke, Timočke, Krajinske i Drinske d te teško motorizirane topničke pukovnije. Oni su imali zadatak braniti sjeverni do granice prema Bugarskoj i Rumunjskoj od Krive Palanke (isključno) do Golupca na Dunavu (isključno), radi stvaranja potrebnog vremena za povlačenje snaga sa sjeverne i SZ bojišnice na jug.

#### Šesta armija
Šesta armija, generala Dimitrija Živkovića sačstojala se od Braničevskog, Požarevačkog, Smederevskog, Banatskog i Savskog odreda, Srijemske te Dunavske d, 2. konjička d i 2 teško motorizirane topničke pukovnije. Šesta armija trebala je braniti granicu prema Rumunjskoj, od Golupca (zaključno) do Begejskog kanala. Kasnije je bila zadužena za obranu Dunava zajedno s 1. armijom te je trebala zatvoriti sve pravce napada koji su od Negotina desnom obalom Dunava vodili prema Moravi.

#### Druga grupa armija
Druga grupa armija, generala Milutina Nedića, branila je bojište od Begejskog kanala do Donjeg Miholjca, a u njezinom su se sastavu nalazile:
| Armija | Zapovjednik                 | Sastav                                                                                | Pravac kretanja/zadatak djelovanja                                        | Pravac kretanja/zadatak djelovanja |
| ------ | --------------------------- | ------------------------------------------------------------------------------------- | ------------------------------------------------------------------------- | --- |
| Prva   | general Milan Radenković    | 6 posadnih pukovnija, Senčanski, Subotički i Somborski odred, Potiska i 3. konjička d | Obrana granice prema Rumunjskoj i Mađarskoj od Begejskog kanala do Dunava | Obje su armije trebale obranom po dubini stvoriti potrebno vrijeme za povlačenje armija s lijevog krila prema JI, a potom su se one same trebale povući kroz Srbiju i Bosnu prema jugu |
| Druga  | general Dragoslav Miljković | 1 posadna pukovnija, Osiječka Vrbaska i Bosanska d                                    | Obrana granice u Baranji i Slavoniji do Donjeg Miholjca                   | Obje su armije trebale obranom po dubini stvoriti potrebno vrijeme za povlačenje armija s lijevog krila prema JI, a potom su se one same trebale povući kroz Srbiju i Bosnu prema jugu |

#### Prva grupa armija
Prva grupa armija, generala Milorada Petrovića, imala je zadatak braniti granično bojište prema Mađarskoj, Njemačkoj te Italiji od Donjeg Miholjca do Karlobaga. Tu su grupu armija tvorile:
| Armija  | Zapovjednik              | Sastav                                                                                          | Pravac kretanja/zadatak djelovanja |
| ------- | ------------------------ | ----------------------------------------------------------------------------------------------- | --- |
| Četvrta | Petar Nedeljković        | Slavonska, Savska i Murska d, Ormoški odred i bojna tenkova                                     | Obrana granice od Donjeg Miholjca do Ormoža kako bi se stvorilo vrijeme za povlačenje 7. armije. Zatim pristupanje obrani po dubini i postepeno povlačenje preko Bosne prema JI |
| Sedma   | general Dušan Trufunović | 9 posadnih pukovnija, Dravska i Triglavska d, Triglavski te Rišnjački planininski i Lički odred | Granično bojište prema Njemačkoj i Italiji od Ormoža do Sušaka i pomorska granica Sušak — Karlobag                                                                              |

U pričuvi su se nalazile 1. konjička divizija 1 pješačka pukovnija i 1 topnički divizion u području Zagreba.

#### Primorska armijska oblast
Postrojbe primorske armijske oblasti, generala Milojka Jankovića sastava: Jadranska d, zapovjedništva Šibenika i Boke kotorske te Čapljinski i Trebinjski odred trebali su braniti primorsko bojište od Kralobaga do Budve. Jadranska je divizija imala glavni cilj zauzeti grad Zadar.

#### Strateška rezerva
| Naziv divizije             | Prostor rasporeda |
| -------------------------- | ----------------- |
| Dinarska                   | Sarajevo          |
| Lička                      | Modriča           |
| Unska                      | Stara Pazova      |
| Cerska + 2 satnije tenkova | Mladenovac        |

### Zrakoplovstvo
Ratno zrakoplovstvo Kraljevine Jugoslavije imalo je 4 brigade (8 pukovnija) i 2 samostalne grupe operativnog zrakoplovstva, ukupno 309 borbenih zrakoplova. Pri svakoj armiji bila je pridodana jedna izviđačka grupa, ukupno oko 240 dvokrilaca stavljenih u funkciju izviđačkih zrakoplova.
Zadatak zrakoplovstva bila je potpora operacijama KoV, zaštita pozadine od napada iz zraka i bombardiranje ciljeva u pograničnim zonama. Makar je Ratno zrakoplovstvo - kao najmodernije opremljeni dio jugoslavenskih snaga - raspolagalo sa 143 suvremena lovačka aviona i 157 suvremenih bombardera, a piloti i drugi časnički kadar su bili spremni na ratovanje - u srazu s mnogostruko nadmoćnijim njemačkim Luftwaffeom nije to zrakoplovstvo moglo mnogo učiniti.

### Mornarica
Kraljevska mornarica, imala je 1 protuzrakoplovnu krstaricu, 4 razarača, 14 torpiljarki (od kojih 8 motornih), 4 podmornice, 11 minopolagača i minolovaca, 2 borbena čamca, nekoliko pomoćnih i školskih brodova te oko 125 hidroaviona od čega 66 operativnih. Mornarički odred na Skadarskom jezeru imao je nekoliko oklopnih motornih čamaca. Flotu su sačinjavale: 1 protuzrakoplovna krstarica u Boki kotorskoj, 3 torpedne divizije: 1. u Boki, a 2. i 3. u Šibeniku. Podmornička se flotila također nalazila u Boki, dok je riječnu flotilu sačinjavalo 4 monitora i nekoliko pomoćnih brodova. Riječnoj flotili pripadali su i Mornarički odredi na Ohridskom i Prespansko jezeru s 2 jezerske topovnjače i nekoliko oklopnih motornih čamaca.
Zadatak mornarice bila je obrana jadranske obale, sudjelovanje u napadu na Zadar, a na rijekama i jezerima pomoć prilikom kopnenih operacija. Neposredno prije početka neprijateljstava mornarica je položila mine na moru i na Dunavu. 

## Mobilizacija po planu Planu R-41
Ratni plan R-41 predviđao je mobilizaciju 28 pješačkih i 3 konjičke divizije, 18 združenih odreda i 16 posadnih pukovnija, ukupno oko 1,200,000 ljudi u operativnoj i 500,000 u pričuvnoj vojsci (zaštita granice, unutrašnjost i pozadina). Ali, osim zrakoplovstva, niti jedna operativna postrojba nije bila u potpunosti mobilizirana. Viši zapovjedništva, postrojbe za vezu, veći dio topništva, transportne bojne — nisu bile ni izbliza spremne za akciju. Samo se 11 nepotpunih divizija u zoru 6. travnja nalazilo približno na svojim određenim položajima. Plan R-41 nije odgovarao situaciji, čak i da su mobilizacija i koncentracija izvršene na vrijeme, po planu i bez utjecaja neprijatelja. Jugoslavenska vojska je krenula u rat protiv tehnološki nadmoćnijeg protivnika, rascjepkana, nespremna, dezorijentirana, obezglavljena, bez ikakve perspektive.

## Tijek ratnih djelovanja

### 5./6. travnja
U toku noći s 5. na 6. travnja bez objave rata njemačke postrojbe iz Rumunjske zauzele su Sipski kanal i spriječile da se izvrši planirano zatvaranje plovidbe Dunavom. Oko 5h jaki sastavi njemačkog zrakoplovstva napali su vojne aerodrome kod Skoplja, Kumanova, Niša, Zagreba i Brežica. U 6h30m započelo je bombardiranje Beograda, ono je ponovljeno oko podne i predvečer, s ukupno 484 bombardera uz pratnju od oko 250 lovaca. Bombardiranje je izvršeno cijelog dana na željeznički i cestovni promet u području Skoplja, Niša, Beograda, u Banatu i Bačkoj, Srijemu i Sloveniji i na više mjesta u Crnoj Gori, Dalmaciji, Hercegovini i Bosni. 
Njemačka 12. armija započela je napad u 5h20m, uz potporu zrakoplovstva. Otpor graničnih postrojbi i dijelova Bregalničke, Moravske i Šumadijske divizije i Strumičkog odreda Nijemci su brzo slomili. 9. oklopna divizija zauzela je Krivu Palanku i selo Stracin na sjeveru Makedonije, 73. pješadijska divizija izbila je do Kočana, a 2. oklopna divizija prodrla je u Strumicu, odakle je dio snaga nastavio u pravcu Dojrana uz granicu s Albanijom. Na SZ bojištu manje njemačke snage zauzele su područja uz granice prema Austriji: Korensko Sedlo, Ljubelj, Jezerski Vrh i ždrijelo u dolini Drave kod Dravograda, Radgonu i Mursku Sobotu; također i veći dio Prekomurja. 
Talijansko zrakoplovstvo bombardiralo je Boku kotorsku, Split, Divulje, Šibenik, Mostar i dr. Jačim snagama jugoslovensko je zrakoplovstvo bombardiralo željezničke stanice i aerodrome kod Sofije, Ćustendila, Temišvara, Arada i Graza, a slabijim snagama aerodrome i postrojbe kod Skadra. Flota je svoje akcije ograničila isključivo na PZO od talijanskog zrakoplovstva i ostala uglavnom neaktivna do kraja rata. 

### Sedmi travnja
Nijemci su glavne operacije poduzeli u Makedoniji: 9. oklopna divizija, potpomognuta iz zraka, zauzela je Kumanovo i Skoplje. Time je presjekla jugoslavenskoj vojsci odstupnicu na jug - zapravo je strateško odstupanje preko Makedonije u Grčku radi spajanja s britanskim i grčkim vojnim snagama predstavljala osnovu cjelokupne jugoslavenske vojne strategije - i dovela je u tešku situaciju. Postrojbe njemačke 73. pješadijske divizije zauzele su Štip i Veles. Dijelovi 2. oklopne divizije zauzeli su Radoviš i izbili na Vardar kod Valandova, a glavnina divizije prodrla je do Dojrana. Dijelovi Moravske i Ibarske divizije kod Preševa na jugu Srbije zadržali su prodor jedne kolone 9. okl. d.
Na bojištu prema Albaniji, jugoslavenska 3. armija prešla je u ofenzivu: Komski odred od Gusinja preko Prokletije, pravcem sela Raja — Puka, Kosovska divizija prešla je granicu na prizrenskom pravcu i izbila do rijeke Drim dok je Vardarska divizija imala manjeg uspjeha kod Debara. Ostale postrojbe 3. armije bile su još u prikupljanju. 
Na Dravi su slabe snage njemačkog 46. motoriziranog korpusa prešle na desnu obalu kod Đekenješa i Barča i uspostavile mostobrane na pravcima prema Čakovcu, Koprivnici i Virovitici. Na pravcu Maribora i Ptuja zaštitnice jugoslavenske Dravske divizije povukle su se na desnu obalu Drave, zadržavši mostobrane na lijevoj obali kod Ptuja i Maribora. 
Na bojištu postrojbi primorske armijske oblasti pobunile su se neke njezine sastavnice. Počelo je rasulo zbog čega Dinarska divizija nije mogla krenuti prema Sarajevu. Jadranska divizija je nekoliko dana gađala topništvom talijanske položaje u blokiranom Zadru, ali ga nije napala jer je izvukla znatne snage za blokadu puteva iz pravca Like. Njemačko zrakoplovstvo nastavilo je djelovanje najvećim obujmom kao zračna podrška kopnenim postrojbama, dok je jugoslavensko zrakoplovstvo krajnjom požrtvovnošću sudjelovalo u borbama na krivorečkom pravcu, a pri bombardiranju željezničkih stanica u Pečuhu i Segedina pretrpjelo je teške gubitke. 
Vrhovno zapovjedništvo zbog prekinutih veza nije bilo u stanju pratiti tijek operacija, niti je imalo pričuvu koja bi na njih mogla utjecati. Tog je dana vlada naredila opću mobilizaciju i objavila rat Njemačkoj i Italiji, ali nije bilo vremena da se to objavi vojnim i civilnim vlastima. 

### Osmi travnja
Glavne napadne operacije nastavile su invazijske snage izvršavati na jugu Jugoslavije. 
Prva oklopna grupa prešla je u 5h30m u napad s 3 divizije u prvom ešalonu: Toplička divizija napadnuta je po dubini te nije izdržala napade i uz teške gubitke povlačila se pred 11. okl. d koja zauzima Pirot. Dok 294. pd i 4. brdska d, poslije teških borbi, zauzimaju utvrđene položaje sjeverno od puta Dimitrovgrad — Pirot, zarobivši veći dio Topličke divizije i prisilivši slabije dijelove da se povuku prema Svrljigu. 
U Makedoniji su postrojbe njemačke 9. oklopne divizije zauzele Stari Kačanik i Tetovo, 73. pješadijska divizija zauzela je Prilep, a SS mot. d "Adolf Hitler" prebacila se u Veles. Za to vrijeme glavnina 2. okl. d prodirala je pored Dojranskog jezera u Grčku i zauzela Kilkis. Ostatci Bregalničke i Šumadijske divizije dijelom su se povukli prema Grčkoj ili prema Bitolju, a dijelom su zarobljeni.  
Na albanskom bojištu, izuzev Vardarske divizije, koja je zbog pada Skoplja i ugroženosti pozadine obustavila napad, dijelovi Zetske divizije prodirali su putem Podgorica — Skadar, Komski odred se prebacio preko Prokletija te izbio do sela Koljgecaja u dolini rijeke Valbonë. Kosovska divizija je širokim bojištem izbila na rijeku Drim.  
Na sjeveru Jugoslavije, zauzimaju invazijske snage više mjesta uz granicu. Na bojištu 4. armije njemačka 14. oklopna divizija zauzela je Viroviticu, 132. pješadijska divizija zauzima Maribor, dok je talijanska 3. alpska grupa zauzela Kranjsku Goru.  
Na području Bjelovara izbila je pobuna - tzv. Bjelovarski ustanak - Hrvata pozvanih u vojnu službu s područja Slavonije (dio vojnika 108. pukovnije), razoružavši časnike i vojnike Srbe.  

### Deveti travnja
Na nišavskom pravcu je njemačka 11. oklopna divizija slomila slabo organiziranu obranu dijelova 2. konjičke, Topličke i Drinske divizije na Ploči, zauzela u 9h Niš i nastavila prodor preko Aleksinca na sjever, a manjim dijelom prema Prokuplju i Doljevcu. Na lijevu obalu Velike Morave hitno su se povukli Kalnski odred prema Aleksinci, Timočka divizija prema Stalaću i Krajinska divizija glavnim snagama prema Paraćinu, a pomoćnim prema Žagubici i Majdanpeku.  
Dijelovi njem. 9. okl. d zauzeli su Uroševac i Prizren na Kosovu, a drugi dijelovi preko Tetova u Makediniji na albanskoj granici zauzeli Gostivar i produžili prema Debru i Kičevu. SS motorizirana divizija "Adolf Hitler" zauzela je Bitolu uz tromeđu Albanije, Grčke i Jugoslavije, te uputila prednje dijelove prema Resnu i Florini, dok se 73. pd prikupila u području Velesa i Prilepa.  
Na albanskom bojištu Zetska divizija napredovala je na skadarskom pravcu, Kosovska divizija obustavila je napade zbog pojave njemačkih postrojbi u prostoru Prizrena dok se Komski odred zadržao na rijeci Drimu.  
Na bojištu 4. armije Nijemci su zauzeli Koprivnicu i proširili mostobrane kod Virovitice. Ostaci rasutih postrojbi 4. armije povukli su se na liniju: Papuk — Bilogora — Kalničko gorje — Ivanščica. 7. armija napustila je Ptuj i ubrzala povlačenje desnog krila općim pravcem Novo Mesto — Karlovac. Manje njemačke oklopne postrojbe iz sastava 41. mot. k ušle su u Banat kod sela Vatina i Malog žama, gdje su zadržane otporom Banatskog odreda.  
Zbog nepovoljnog razvoja situacije Vrhovno zapovjedništvo je izdalo je sljedeće naredbe:  
1. Preostali dijelovi 5. i 6. armije organiziraju obranu na liniji planina Rudnik — Aranđelovac — Mladenovac —   Varovnica — Grocka — Beograd.
2. Rušenje mostova na Velikoj Moravi
3. Obrana prijelaza na pravcima Svilajnca, Žabara i Požarevca
4. Zatvaranje Bagrdanskog tjesnaca
5. Povlačenje svih postrojbi u sastavu 1. i 2. armije, osim posadnih postrojbi iz Bačke i Baranje na desnu obalu Dunava i Drave
6. Petoj armiji dodana je Cerska, a 6. armiji Unska divizija

Na području Bjelovara, pobunjenim vojnicima 108. puka pridružuju se i Hrvati iz drugih postrojbi jugoslavenske vojske, pa i civili koji uzimaju oružje u ruke. Nastaju stanoviti sukob s vojnim postrojbama popunjenim Srbima, koje će prekinuti dolazak njemačkih snaga.

### Deseti travnja
Ujutro 10. travnja 1941. god. su se Njemačke postrojbe približile Zagrebu, a posredovanjem umirovljenog pukovnika jugoslavenske vojske (i važnog suradnika Ante Pavelića) Slavka Kvaternika je njemački predstavnik u Zagrebu Edmund Veesermayer dogovorio s načelnikom stožera 1. grupe armija vojske Kraljevine Jugoslavije (koja je obuhvaćala 4. i 7. armiju, raspoređene na području Slovenije i Hrvatske) pukovnikom Franjom Nikolićem da te postrojbe prestanu pružati otpor i uklone se s puta njemačkim snagama. Nikolić je takvu zapovijed prenio podređenim zapovjedništvima, i otpor tih vojnih snaga je obustavljen ili smanjen na najmanju mjeru.
Isti dan su Nijemci posve ovladali Makedonijom, izuzev planinskog područja Ohrid — Kičevo — Debar — Struga uz granicu prema Albaniji, gdje su postrojbe Vardarske divizije još pružale otpor. Izviđački dijelovi SS motorizirane divizije ''Adolf Hitler'' prodrli su u Grčku, zauzeli Florinu i došli u dodir s britanskim postrojbama.  
Na bojištu prema Albaniji Zetska divizija je s područja Crne Gore nastavila je napredovanje prema Skadru dok su Komski odred i desna kolona Kosovske divizije nastupali desnom obalom rijeke Drim prema Skadru radi spajanja sa Zetskom divizijom. Centar i lijeva kolona Kosovske divizije prešle su u obranu zbog ugrožene pozadine od njemačkih postrojbi. Jugoslavenski zrakoplovi iz Boke kotorske bombardirali su luku Drač.  
U dolini Velike Morave njemačka 2. oklopna divizija zauzela je Paraćin, Ćupriju i Jagodinu te odsjekla dijelove jugoslavenske 5. armije (Timočku i Krajinsku diviziju i Kalnski odred), koji su se nalazili istočno od Velike Morave. Toplička divizija većim je dijelom razbijena i zarobljena, dok su dijelovi 2. konjičke divizije zadržavali Nijemce kod Prokuplja. Za to su se vrijeme 5. i 6. armija ubrzano povlačile zapadno od Južne i Velike Morave i južno od Dunava, a dijelovi 6. armije zatvorili su Bagrdanski tesnac. Snage 1. i 2. armije nastavile su nesmetano povlačenje iz Bačke i Baranje. Postrojbe njemačkih 49. i 51. korpusa, potiskujući zaštitnice jugoslavesnke 7. armije, izbile su do linije, Šoštanj — Vitanje — Slovenska Bistrica — Ptujska gora.  

Njemačka 14. oklopna divizija u 19h30m ulazi u Zagreb, gdje istog dana proglašena Nezavisna Država Hrvatska, 8. oklopna divizija izbija sve do Daruvara i Slatine, a dijelovi 16. motorizirane divizije do Virovitice. Pošto su Talijani iz Rijeke bez otpora prodirali na jug, zapovjednik sjevernog sektora pomorske obrane (Selce) naredio je da se unište sve zgrade zapovjedništva, radiostanica i potope svi brodovi dodijeljeni sektoru.  
Na kraju 10. travnja, stanje jugoslavenske vojske bilo je kritično. Postrojbe 3. armijske oblasti i 4. armije takoreći nisu više postojale, 2. i 7. armija te postrojbe primorske armijske oblasti bile su u povlačenju prema Dinari. 5. armija bila je dijelom opkoljena, a dijelom s juga ugrožena. Bokovi 6. i 1. armije bili su također ugroženi, što je ubrzalo njihovo povlačenje, dok je 3. armija u sjevernoj Albaniji postigla daleko manje rezultate nego što je očekivano.  

### Od 11. do 13. travnja
Veći dio jugoslavenske vojske bio je u rasulu. Napad talijanske 2. armije i postrojbi iz Zadra s graničnog bojišta prema Sloveniji i Hrvatskoj, nastupanje mađarskih snaga u Bačkoj i Baranji i napad njemačkog 41. korpusa iz rumunjskog dijela Banata otpočeli su 11. travnja. Tog su dana u Srbiji Nijemci uveli 5. oklopnu diviziju i 60. motoriziranu diviziju radi pojačanja 1. oklopne grupe, koja je naišla na otpor jugoslavenske 5. i 6. armije.  
Njemačke i talijanske postrojbe su do 13. travnja zauzele Vojvodinu i Sloveniju, a Hrvatsku i zapadnu Bosnu do linije Karlobag — Gospić — Bihać — Kostajnica. Navečer 12. travnja napustile su jugoslavenske snage Beograd, kamo su potom ušle postrojbe njemačkog 41. motoriziranog korpusa. 8. oklopna divizija i 16. motorizirana divizija upale su preko Šabca, Bosanskog Šamca i Bosanskog Broda u Srbiju i sjevernu Bosnu. Na skadarskom pravcu desno krilo Zetske divizije bilo je prisiljeno na povlačenje do rijeke Pronisat, gdje se održalo do kraja rata.  

### Od 14. do 18. travnja
Došlo je do potpunog rasula jugoslavenske vojske na svim bojištima. Najveći dio bio je kružnim prodorima napadača opkoljavan, razdvajan i zarobljavan. Jugoslavenska vlada je na sjednici 13./14. travnja odlučila napustiti zemlju, određujući samo novog načelnika Vrhovnog zapovjedništva Danila Kalafatovića, dotadašnjeg zapovjednika pozadine. General Simović predajući dužnost načelnika stožera Vrhovnog zapovjedništva, izdao je 14. travnja Kalafatoviću u svojstvu predsjednika Ministarskog savjeta naredbu da odmah zatraže primirje s njemačko—talijanskim snagama, navodno da bi se dobilo u vremenu i olakšala situacija vojske. Vlada generala Simovića, početkom rata izgubila rukovodstvo i pobjegla u inozemstvo bez ikakve proklamacije narodu, ne izdavši nikakvo uputstvo ni civilnim, ni vojnim vlastima.      
Novoodređeni načelnik stožera Vrhovnog zapovjedništva istog dana je poduzeo mjere radi zaključenja primirja. Međutim, Nijemci i Talijani nisu to prihvatili, već su produžili napredovanje zahtijevajući bezuvjetnu kapitulaciju jugoslavenske vojske. Oni su 14. travnja zauzeli Knin, Jajce, Doboj, Zvornik, Valjevo i Kruševac. Sutradan su zarobili Vrhovno zapovjedništvo i zauzeli Šibenik, Split, Sarajevo, Užice, Kraljevo i Rašku, a 16. travnja Mostar, Priboj, Sjenicu, Novi Pazar, Kosovsku Mitrovicu i Podgoricu. Sljedećeg dana talijani su ušli u Boku.      
Čitava flota i ostali brodovi ratne mornarice, osim jedne podmornice i dvije motorne torpiljarke koji su napustili Jadransko more i prebjegli britanskoj floti u Sredozemlju, i razarača Zagreb koji su poručnici bojnog broda Milan Spasić i Sergej Mašera potopili, pali su neoštećeni u talijanske ruke. Bugarska je 15. travnja prekinula diplomatske odnose s Jugoslavijom i njezine su snage zaposjele istočnu Makedoniju te neke dijelove istočne Srbije.      

## Kapitulacija i kraj ratnih sukoba
Aleksandar Cincar-Marković, ministar vanjskih poslova vlade koja je srušena u državnom udaru 27. ožujka i general Radivoje Janković potpisali su 17. travnja bezuvjetnu kapitulaciju. Tog dana okupirana je Crna Gora, Hercegovina i Južna Dalmacija, a 18. aprila u 12h (po njemačkom vremenu) obustavljena je borba, shodno odredbama bezuvjetne kapitulacije. Jugoslavenska vojska većim dijelom je odvedena u zarobljeništvo, a teritorij Jugoslavije je prema Hitlerovoj uputi podijeljen između Njemačke, Italije, Mađarske, Bugarske i Albanije. Ratna kampanja Sila Osovine protiv Jugoslavije završena je za 12 dana.      

## Vanjske poveznice
- Protokol o pristupanju Jugoslavije Trojnom paktu

Sestrinski projekti
|  | Zajednički poslužitelj ima još gradiva o temi Travanjski rat |